# Koncertsal
En koncertsal er et lokale eller separat en bygning, der er indrettet til fremførelse af musik.
Koncertsalens konstruktion og de materialer, den er bygget af, har meget at betyde for lydkvaliteten under koncerter. Det lydmæssige problem omkring udbredelsen af lyd hører hjemme under akustik.